# خرائط الغطاء الأرضي
خرائط الغطاء الأرضي هي أدوات توفر معلومات حيوية حول استخدام الأرض وأنماط الغطاء. فهي تساعد في تطوير السياسات والتخطيط الحضري ومراقبة الغابات والزراعة.  
غالبًا ما يتبع رسم الخرائط المنهجي لأنماط الغطاء الأرضي ، بما في ذلك اكتشاف التغيير ، نهجين رئيسيين:
- المسح الميداني
- الاستشعار عن بعد معالجة صور الأقمار الصناعية .  يستخدم هذا النهج الفعال من حيث التكلفة العديد من التقنيات للمعالجة المسبقة للصور ومعالجتها لرسم خرائط دقيقة لأنماط الغطاء الأرضي. تكتشف هذه التقنيات التغييرات في مختلف المقاييس المكانية بعد سلسلة من محاكاة التعلم الآلي والتطبيقات الإحصائية .

## لتصنيف الخاضع للإشراف
التصنيف الخاضع للإشراف هو نظام تصنيف يقوم فيه المستخدم ببناء سلسلة من مجموعات بيانات التدريب التي يتم إنشاؤها عشوائيًا أو التوقيعات الطيفية التي تمثل فئات مختلفة لاستخدام الأراضي والغطاء الأرضي (LULC) ويطبق مجموعات البيانات هذه في نماذج التعلم الآلي للتنبؤ بـ LULC وتصنيفه مكانيًا الأنماط وتقييم دقة التصنيف.

## الخوارزميات[عدل]
تم تطوير العديد من خوارزميات التعلم الآلي للتصنيف الخاضع للإشراف.
- تصنيف الاحتمالية القصوى (MLC)  - يصنف هذا الأسلوب التواقيع المتداخلة عن طريق تقدير احتمال أن بكسل الصورة مع أقصى احتمال يتوافق مع نوع LULC معين. كما أنه يعتمد على مصفوفات المتوسط والتغاير لمجموعات بيانات التدريب ويفترض أهمية إحصائية لبكسل الصورة.
- الحد الأدنى للمسافة (MD)  - شكل من أشكال التصنيف الخاضع للإشراف الذي يحدد حدود القرار بين بكسلات الصورة لتصنيف الغطاء الأرضي.  يتم تشكيل حدود القرار عن طريق حساب متوسط المسافة بين بكسلات الفئة واستخدام الانحراف المعياري لمجموعات بيانات التدريب التي تم إنشاؤها لإنشاء مربع متوازي السطوح .
- مسافة ماهالانوبيس  - نظام تصنيف يستخدم خوارزمية المسافة الإقليدية لتعيين فئات الغطاء الأرضي من مجموعة من مجموعات بيانات التدريب.
- مخطط الصياد الطيفي (SAM)  - أسلوب تصنيف طيفي للصور يستخدم القياسات الزاويّة لتحديد العلاقة بين طيفين ، ومعاملتهما كمتجهات في فضاء q الأبعاد ، حيث تمثل الأبعاد q عدد النطاقات.
- التحليل التمييزي (DA) - نظام تصنيف تفصل فيه خوارزمية التصنيف مجموعات بكسلات الصورة وثيقة الصلة إلى فئات ، وتقليل التباين داخل الفئات ، وتعظيم التباين بين الفئات باتباع قاعدة تمييز احتمالية قصوى.
- الخوارزمية الجينية  - نظام تصنيف يطبق المبادئ الجينية لاختيار مجموعات مناسبة من بيانات التدريب وتصنيفها تحت تأثير المتنبئين (نطاقات صور الأقمار الصناعية).
- الفضاء الجزئي   - أسلوب تصنيف يقوم فيه المصنف بإنشاء مساحات فرعية ذات أبعاد منخفضة لكل فئة غطاء أرضي يتم اختيارها من مجموعة من نقاط التدريب. يتضمن نهج إنشاء الفضاء الجزئي الأبعاد إجراء تحليل مكون رئيسي على نقاط التدريب.   يوجد نوعان من خوارزميات الفضاء الجزئي لتقليل أخطاء تصنيف الغطاء الأرضي: ضغط المعلومات المميزة بالفئة (CLAFIC)  وطريقة الفضاء الجزئي للتعلم المتوسط (ALSM).
- التصنيف المتوازي  - مصنف مساحة الميزة الذي يقوم بتعيين نطاق من القيم لكل فئة غطاء أرضي داخل كل نطاق صورة وإنشاء مربعات محيط حيث يتم تحديد وحدات البكسل من كل فئة غطاء أرضي لتدريب المصنف.
- الشبكات العصبية الاصطناعية متعددة الإدراك الحسي (MP ‑ ANNs)   - نظام تصنيف يستخدم فيه المصنف سلسلة من الشبكات العصبية أو العقد لتصنيف الغطاء الأرضي بناءً على عمليات الانتشار العكسي لعينات التدريب.
- آلات ناقلات الدعم (SVMs)  - نهج تصني
- ف يستخدم فيه المصنف نواقل الدعم للحصول على حدود القرار المثلى التي تفصل بين فئتين أو أكثر من فئات الغطاء الأرضي.
- Random Forest (RF)  - أسلوب يستخدم فيه المصنف bootstraps لإنشاء العديد من أشجار القرار التي تصنف مجموعات بيانات التدريب بناءً على عدد من نطاقات صور الأقمار الصناعية.
- K- أقرب خوارزمية جيران ( k ‑ NN)  - يرسم هذا الأسلوب أقرب عينات من مجموعات بيانات التدريب ويصنف الغطاء الأرضي بناءً على المسافة بين هذه العينات.
- شجرة القرار (DT)  - مثل التردد الراديوي ، تشكل DT مجموعة من العقد المتصلة التي تقسم عينات التدريب إلى مجموعة من مجموعات الغطاء الأرضي.  وتتمثل مزاياه في أنه سريع وسهل الإنشاء والتفسير للبيانات الأصغر ، وجيد في استبعاد الخلفية أو المعلومات غير المهمة. إنه غير ملائم لأنه يمكن أن يؤدي إلى زيادة التجهيز ، خاصة لمجموعات البيانات الكبيرة.
- مجموعات ضبابية (منطقة حرة

## التصنيف غير الخاضع للرقابة[عدل]
التصنيف غير الخاضع للإشراف هو نظام تصنيف يتم فيه تصنيف وحدات البكسل أو مجموعات البكسل تلقائيًا بواسطة البرنامج دون أن يقوم المستخدم بتطبيق ملفات التوقيع أو بيانات التدريب. ومع ذلك ، يحدد المستخدم عدد الفئات التي سينشئ الكمبيوتر تلقائيًا لها عن طريق تجميع وحدات البكسل المماثلة في فئة واحدة باستخدام خوارزمية التجميع. يستخدم نظام التصنيف هذا في الغالب في المناطق التي لا توجد بها ملاحظات ميدانية أو معرفة مسبقة بأنواع الغطاء الأرضي المتاحة.

## الخوارزميات[عدل]
- تقنية تحليل البيانات التكرارية ذاتية التنظيم (ISODATA) - في هذا النهج ، يقوم المصنف تلقائيًا بتجميع عدد من وحدات البكسل ذات الصلة الوثيقة في مجموعات ، ثم يحسب المجموعات المتوسطة ويصنف الغطاء الأرضي بناءً على سلسلة من التكرارات المتكررة.
- K- يعني التجميع  - أسلوب يستخرج فيه الكمبيوتر تلقائيًا ميزات الغطاء الأرضي k من صور الأقمار الصناعية ، ويصنف الصورة الكلية بناءً على الوسائل المحسوبة للمعالم المستخرجة.

## أنظر أيضا
- - الغطاء الأرضي
  - مؤشر الغطاء النباتي